# Philesturnus rufusater
El tieke de Isla Norte (Philesturnus rufusater) es una especie de ave paseriforme de la familia Callaeidae endémica de Nueva Zelanda.